# タルノブジェク
タルノブジェク（Tarnobrzeg [tarˈnɔbʐɛk] ( 音声ファイル)）は、ポーランド南東部の町。硫黄抽出の有名なリゾート地である。1593年に設立された。

## 姉妹都市
- バンスカー・ビストリツァ
- チェルニーヒウ